# يوهان ماير
يوهان ماير (بالألمانية: Johann Meyer )‏ (و. 1889 – 1950 م) هو سياسي، من ألمانيا، ولد في نورنبرغ، كان عضوًا في الحزب الديمقراطي الاجتماعي الألماني، توفي في نورنبرغ، عن عمر يناهز 61 عاماً.

## مناصب
تولى منصب عضو مجلس النواب الألماني للجمهورية فايمار.